# Unihockey-Weltmeisterschaft der Frauen 2025/Qualifikation
Die Qualifikation zur 15. Unihockey-Weltmeisterschaft der Frauen 2025 in den tschechischen Brno und Ostrava wird in mehreren Turnieren von Januar bis März 2025 ausgetragen werden.
29 Teams registrierten sich für die Teilnahme an den Weltmeisterschaften. Darunter waren 19 Teams aus Europa, acht aus Asien und Ozeanien und zwei aus Nordamerika.
Gastgeber Tschechien war direkt für die Weltmeisterschaft qualifiziert. Die übrigen 28 Mannschaften spielten in kontinentalen Qualifikationsturnieren um die weiteren 15 Startplätze. Die Plätze werden wie folgt verteilt:
- Europa: 12 Teilnehmer inkl. Gastgeber
- Asien und Ozeanien: 3 Teilnehmer
- Amerika: 1 Teilnehmer

## Europa
In Europa werden zwei Turniere mit je zwei Gruppen gespielt. Für die Weltmeisterschaft werden sich in EUR1 die jeweils drei und in EUR2 die jeweils zwei bestplatzierten Teams plus hier der Gewinner aus Spiel um Platz 5 qualifizieren. Die Mannschaften wurden anhand der aktuellen IFF-Weltranglisten-Position (in Klammern) wie folgt aufgeteilt, wobei Lettland und Dänemark getauscht wurden, weil Lettland eines der beiden Turniere ausrichtet:
| EUR1             | EUR2                | EUR3             | EUR4            |
| ---------------- | ------------------- | ---------------- | --------------- |
| Schweden (1)     | Finnland (2)        | Schweiz (3)      | Slowakei (5)    |
| Norwegen (9)     | Lettland (7)        | Dänemark (8)     | Polen (6)       |
| Deutschland (10) | Estland (13)        | Ungarn (17)      | Italien (18)    |
| Belgien (25)     | Spanien (22)        | Niederlande (21) | Frankreich (19) |
| Österreich (27)  | Großbritannien (30) |                  |                 |

### EUR1
Die Spiele des Turnieres EUR1 werden vom 28. Januar bis 1. Februar 2025 in Valmiera, Lettland stattfinden.

#### Gruppe A
| Platz | Land        | Sp | S | U | N | + | - | Pkt |
| ----- | ----------- | -- | - | - | - | - | - | --- |
| 1.    | Schweden    | 0  | 0 | 0 | 0 | 0 | 0 | 0   |
| 2.    | Lettland    | 0  | 0 | 0 | 0 | 0 | 0 | 0   |
| 3.    | Deutschland | 0  | 0 | 0 | 0 | 0 | 0 | 0   |
| 4.    | Belgien     | 0  | 0 | 0 | 0 | 0 | 0 | 0   |
| 5.    | Österreich  | 0  | 0 | 0 | 0 | 0 | 0 | 0   |

#### Gruppe B
| Platz | Land           | Sp | S | U | N | + | - | Pkt |
| ----- | -------------- | -- | - | - | - | - | - | --- |
| 1.    | Finnland       | 0  | 0 | 0 | 0 | 0 | 0 | 0   |
| 2.    | Norwegen       | 0  | 0 | 0 | 0 | 0 | 0 | 0   |
| 3.    | Estland        | 0  | 0 | 0 | 0 | 0 | 0 | 0   |
| 4.    | Spanien        | 0  | 0 | 0 | 0 | 0 | 0 | 0   |
| 5.    | Großbritannien | 0  | 0 | 0 | 0 | 0 | 0 | 0   |

### EUR2
Die Spiele der Gruppe 3 werden vom 29. Januar bis 1. Februar 2025 in Lignano Sabbiadoro, Italien stattfinden.

#### Gruppe C
| Platz | Land        | Sp | S | U | N | + | - | Pkt |
| ----- | ----------- | -- | - | - | - | - | - | --- |
| 1.    | Schweiz     | 0  | 0 | 0 | 0 | 0 | 0 | 0   |
| 2.    | Dänemark    | 0  | 0 | 0 | 0 | 0 | 0 | 0   |
| 3.    | Ungarn      | 0  | 0 | 0 | 0 | 0 | 0 | 0   |
| 4.    | Niederlande | 0  | 0 | 0 | 0 | 0 | 0 | 0   |

#### Gruppe D
| Platz | Land       | Sp | S | U | N | + | - | Pkt |
| ----- | ---------- | -- | - | - | - | - | - | --- |
| 1.    | Slowakei   | 0  | 0 | 0 | 0 | 0 | 0 | 0   |
| 2.    | Polen      | 0  | 0 | 0 | 0 | 0 | 0 | 0   |
| 3.    | Italien    | 0  | 0 | 0 | 0 | 0 | 0 | 0   |
| 4.    | Frankreich | 0  | 0 | 0 | 0 | 0 | 0 | 0   |

## Asien und Ozeanien
In Asien und Ozeanien wird ein Turnier mit zwei Gruppen gespielt werden. Die Spiele werden vom 18. bis 23. März 2025 in Singapur stattfinden. Für die Weltmeisterschaft werden sich die drei besten Nationen qualifizieren. Die Mannschaften wurden anhand der aktuellen IFF-Weltranglisten-Position (in Klammern) wie folgt aufgeteilt:
| Gruppe A        | Gruppe B         |
| --------------- | ---------------- |
| Japan (11)      | Singapur (12)    |
| Thailand (16)   | Australien (14)  |
| Neuseeland (23) | Philippinen (24) |
| Indien (38)     | Südkorea (28)    |

### Gruppe A
| Platz | Land       | Sp | S | U | N | + | - | Pkt |
| ----- | ---------- | -- | - | - | - | - | - | --- |
| 1.    | Japan      | 0  | 0 | 0 | 0 | 0 | 0 | 0   |
| 2.    | Thailand   | 0  | 0 | 0 | 0 | 0 | 0 | 0   |
| 3.    | Neuseeland | 0  | 0 | 0 | 0 | 0 | 0 | 0   |
| 4.    | Indien     | 0  | 0 | 0 | 0 | 0 | 0 | 0   |

### Gruppe B
| Platz | Land        | Sp | S | U | N | + | - | Pkt |
| ----- | ----------- | -- | - | - | - | - | - | --- |
| 1.    | Singapur    | 0  | 0 | 0 | 0 | 0 | 0 | 0   |
| 2.    | Australien  | 0  | 0 | 0 | 0 | 0 | 0 | 0   |
| 3.    | Philippinen | 0  | 0 | 0 | 0 | 0 | 0 | 0   |
| 4.    | Südkorea    | 0  | 0 | 0 | 0 | 0 | 0 | 0   |

## Nordamerika
In Asien und Ozeanien wird ein Turnier mit zwei Gruppen gespielt werden. Die beiden Spiele der amerikanischen Qualifikationsgruppe werden am 8. und 10. März 2025 in Austin, Texas, USA stattfinden.
| Platz | Land (WR-Pos.)          | Sp | S | U | N | + | - | Pkt |
| ----- | ----------------------- | -- | - | - | - | - | - | --- |
| 1.    | Vereinigte Staaten (15) | 0  | 0 | 0 | 0 | 0 | 0 | 0   |
| 2.    | Kanada (26)             | 0  | 0 | 0 | 0 | 0 | 0 | 0   |

### Partien
| 8. März 2025 |  | Kanada |  | Vereinigte Staaten | Austin, Texas, USA |

| 10. März 2025 |  | Vereinigte Staaten |  | Kanada | Austin, Texas, USA |